# Episyrphus arcifer
Episyrphus arcifer är en tvåvingeart som först beskrevs av Sack 1927.  Episyrphus arcifer ingår i släktet flyttblomflugor, och familjen blomflugor. Inga underarter finns listade i Catalogue of Life.